# José de Jesús Martinez Vargas
José de Jesús Martinez Vargas (* 28. Februar 1897 in Mogotes; † 9. Januar 1987) war ein kolumbianischer römisch-katholischer Geistlicher und Bischof von Armenia.

## Leben
José de Jesús Martinez Vargas empfing am 24. September 1921 das Sakrament der Priesterweihe.
Am 13. Juli 1949 ernannte ihn Papst Pius XII. zum Titularbischof von Aulon und zum Weihbischof in Nueva Pamplona. Der Bischof von Nueva Pamplona, Rafael Afanador y Cadena, spendete ihm am 4. September desselben Jahres die Bischofsweihe; Mitkonsekratoren waren der Bischof von Tunja, Crisanto Luque Sánchez, und der Bischof von Socorro y San Gil, Ángel María Ocampo Berrio SJ. Martinez Vargas nahm an der ersten, zweiten und dritten Sitzungsperiode des Zweiten Vatikanischen Konzils teil.
1951 bestellte ihn Papst Pius XII. zum Weihbischof in Bogotá. Am 18. Dezember 1952 ernannte ihn Pius XII. zum ersten Bischof von Armenia.
Am 8. Februar 1972 nahm Papst Paul VI. das von José de Jesús Martinez Vargas vorgebrachte Rücktrittsgesuch an.